# Viktor Weber von Webenau
Viktor Weber von Webenau – teljes nevén: Viktor Maria Willibald Weber Edler von Webenau (magyarosan: Webenaui Wéber Győző; Neuhaus, 1861. november 13. – Innsbruck, 1932. május 6.) a császári és királyi haderő tisztje, az első világháborúban a 47. gyaloghadosztály parancsnoka, gyalogsági tábornok. Az Osztrák–Magyar Monarchia küldöttségének elnöke volt abban a bizottságban, amely fegyverszünetet kötött az antant és Olaszország képviselőivel 1918. november 3-án (Padovai fegyverszünet).

## Élete
1861. november 13-án született Karintiában, a Lavamündhöz közeli Schloß Neuhausban, gyermekkorát pedig Grácban töltötte. A gráci középiskola befejezése után, az attól nem messze fekvő Liebenauba járt hadapródiskolába.

### Katonai pályája 1914-ig
A hadapródiskola elvégzése után 1878. november 12-én Celjében a 27. vadászzászlóaljba osztották be, majd 1879. augusztus 18-án hadapródfővadásszá léptették elő. Ezt követően 1880. november 1-jén hadnagyi kinevezést kapott, és 1893 októberéig a 27. zászlóaljban szolgált. Időközben főhadnaggyá avatták 1886. május 1-jén, majd századossá 1892. november 1-jén. 1893. október 1-jén az egész 27. vadászzászlóalj egyesült a tiroli császári gyalogezreddel, mint annak 16. zászlóalja, attól kezdve Weber a császári gyalogezred katonatisztje lett.
1895. január 10-én a 20. vadászzászlóaljba tették át, mely akkor Tarvisióban állomásozott. 1898. május 2-től a vezérkarba került anélkül, hogy a katonai iskolát elvégezte volna. Az őrnagyi vizsgát sikeresen letette, majd 1898. november 1-jén őrnaggyá léptették elő, egyidejűleg pedig vezérkari főnök lett belőle Kassában a 27. gyaloghadosztályban.
Miután három évet eltöltött ebben a pozícióban, 1901. november 1-jén másodosztályú vezérkari tisztté nevezték ki a 2. hadtest főhadiszállásánál Bécsben, melyet 1902. május 1-jén alezredesi kinevezése követett. Ahogyan az a vezérkari tiszteknél megszokott volt, Webernek csapatszolgálatot kellett teljesítenie, ezért a szolnoki cs. és kir. 68. gyalogezredbe osztották be, amely ekkor Szarajevóban állomásozott.  Hamarosan, 1905. május 1-jén ezredes lett belőle, ebben az évben Weber megkapta a Katonai Érdemkeresztet is. 1907. április 18-án a Pécsen állomásozó székesfehérvári cs. és kir. 69-es gyalogezred parancsnokává nevezték ki. Ahogyan előző parancsnoksága alatt, itt is majdnem teljesen magyar nemzetiségű katonákból állt az ezrede.
A 69. gyalogezred irányítójaként sikeres periódust tudhatott magáénak, ezt követően pedig a 4. hegyidandár parancsnoka lett Raguzában, mely a 16. hadtest 47. gyaloghadosztálya alá tartozott. Négy év elteltével lépett előre a ranglétrán: 1911. május 1-jén vezérőrnaggyá léptették elő, miközben a Ferenc József-rend tisztikeresztjével és a III. osztályú Vaskorona-renddel is kitüntették. 1914. június 1-jén Weber a bécsi legfelsőbb katonai bíróság tagja lett, mely utolsó kinevezése volt az első világháború kitörése előtt.

### Az első világháborúban
Júliustól a legfelsőbb katonai bíróság alelnökeként szolgált. 1914. augusztus 1-jén altábornaggyá léptették elő, majd pedig Friedrich Novakot leváltva a Cattaróban állomásozó 47. gyaloghadosztály parancsnoka lett. Hadosztályával ezt a montenegrói határ közelében fekvő fontos osztrák-magyar haditengerészeti bázist kellett megvédeniük mind a szárazföldi, mind a tengeri támadástól.
1916 januárjában Stephan Sarkotić von Lovćen gyalogsági tábornok általános parancsnoksága alatt és Ignaz Trollmann von Lovcenberg tábornagy 19. hadtestének részeként Weber a 47-es gyaloghadosztályt vezette. A sikeres hadjárat a Cattarói-öbölre néző Lovčen-hegy bevételével kezdődött.
Montenegró leigázását követően Webert katonai kormányzónak nevezték ki, ezt a tisztséget 1917 júliusáig töltötte be, utódja Heinrich Graf von Clam-Martinic vezérőrnagy lett.
Visszatérve tisztségébe a keleti fronton Karl Křitek vezérezredest váltotta, mint a 10. hadtest parancsnoka, amíg ideiglenesen Franz Kanik tábornagy át nem vette helyét a következő év februárjában, mivel 1917. november 1-jén gyalogsági tábornokká léptették elő. Weber 1918 májusában a 18. hadtest parancsnoka lett, Ferdinand Kosak tábornagyot követve a tisztségben. 1918 júliusában átvette Ernst Kletter Edler gyalogsági tábornoktól a 6. hadtest vezetését, és egészen októberig maradt ebben a pozícióban.

### Az osztrák-magyar fegyverszüneti bizottság vezetője
Weber utolsó – és legvitatottabb – tisztsége az osztrák-magyar fegyverszüneti bizottság vezetése volt, amikor az Osztrák–Magyar Monarchia az olaszokkal folytatott tárgyalásokat. A bizottság, melyet kora októberben hoztak létre, október 28-án Trentóban ülésezett Weber tábornok elnöklete alatt. A padovai fegyverszünet tulajdonképpen a feltétel nélküli megadást követelte az osztrák-magyar csapatoktól, tárgyalásról szó sem lehetett. Az osztrák-magyar oldal rossz időzítése és egyéb félreértések miatt katonák százezrei estek olasz fogságba, mivel az osztrák-magyar katonák már 24 órával a fegyverszünet hivatalos megkezdése előtt befejezték a harctevékenységet. Ennek következtében az olasz erők teljes hadtesteket és hadosztályokat ejtettek fogságba, akik nem tanúsítottak ellenállást, gondolván, hogy a háborúnak vége van. Csupán az Isonzó-hadsereg tudott visszavonulni, és leginkább megmenekülni a fogságtól.
Utólag visszanézve nehéz az olaszok ekkori hozzáállását hibáztatni, de mindez osztrák-magyar katonák sokaságának életébe, szabadságába került, jóval a háborús cselekmények befejezését követően. Habár ez nem tekinthető kizárólag Weber tábornok ballépésének, bizonyos körök őt tartották felelősnek az események tragikus fordulatáért.

### Az első világháború után
A fegyverszünetet és a háború végét követően 1919 januárjában Weber tábornok visszavonult a katonai szolgálattól, s habár megőrizte magyar nemzetiségét, többnyire Merániában, Wiesbadenben és Svájcban élt. 1932. május 6-án hunyt el Innsbruckban.

## A családja

### Felesége
- Therese Baumgartner (1886-tól 1900-ig)
- Anna Hebenstreit (1901-től 1932-ig)

### Gyermekei
- Guido Weber Webenau (Tarvisio, 1887. szeptember 13. – † ?) hadnagy, gyógyszerész Innsbruckban.
- Norbert Weber Webenau (Tarvisio, 1886. július 7. – 1914. augusztus 26.) főhadnagy, Galíciában esett el.

## Kitüntetései

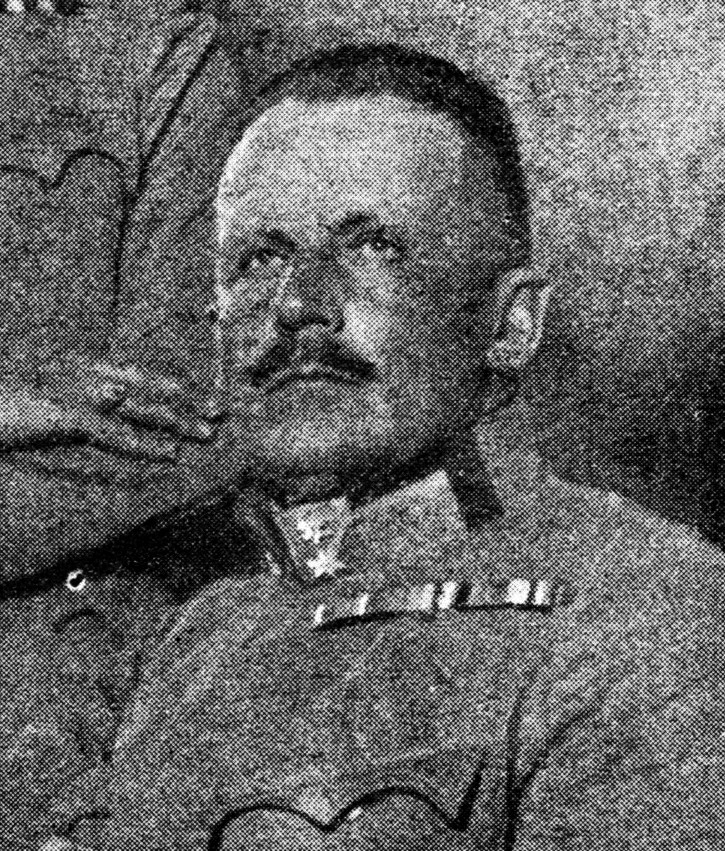
Viktor Weber von Webenau tábornok 1916-ban

- Katonai Mária Terézia-rend lovagkeresztje
- Ferenc József-rend nagykeresztje hadidíszítménnyel
- Katonai Érdemkereszt II. oszt. hadidíszítménnyel, kardokkal
- Vaskorona-rend II. oszt. hadidíszítménnyel, kardokkal
- Ferenc József-rend tisztikeresztje
- Katonai Érdemkereszt III. oszt.
- Bronz Katonai Érdemérem hadiszalagon
- Jubileumi Érem a fegyveres erők számára
- Katonai Jubileumi Kereszt
- 1912-1913. Mozgósítási Kereszt

## Fordítás
- Ez a szócikk részben vagy egészben  a   Viktor Weber von Webenau című német Wikipédia-szócikk ezen változatának fordításán alapul.  Az eredeti cikk szerkesztőit annak laptörténete sorolja fel. Ez a jelzés csupán a megfogalmazás eredetét és a szerzői jogokat jelzi, nem szolgál a cikkben szereplő információk forrásmegjelöléseként.